# لینیای
لینیای (به لاتین: Linyi) یک شهر مرکزی در جمهوری خلق چین است که در شاندونگ واقع شده‌است.

## خصوصیات
لینیای ۱۷٬۱۹۱٫۲۱ کیلومترمربع مساحت و ۱۰٬۰۳۹٬۴۴۰ نفر جمعیت دارد و ۷۴ متر بالاتر از سطح دریا واقع شده‌است.